# Sin Un-son
Sin Un-son (korejsky 신운선, anglický přepis: Shin Woon-seon) je jihokorejská reprezentantka v ledolezení a ve sportovním lezení. Mistryně světa a Asie v ledolezení na obtížnost.
Na závodech světového poháru v ledolezení končila často jako druhá, když jí zlaté medaile vysbíraly zejména Ruska Marija Tolokoninová a Italka Angelika Rainer.
Ve sportovním lezení dosáhla nejlepších výsledků na mistrovství Asie 2010, kde skončila třetí v lezení na obtížnost i v boulderingu.

## Výkony a ocenění
- 2015: mistryně světa v ledolezení
- 2016: mistryně Asie v ledolezení
- 2017: mistryně světa v ledolezení
- 2018: vítězka celkového hodnocení světového poháru v ledolezení, mistryně Asie v ledolezení
- 2019: stříbrná medaile v celkovém hodnocení světového poháru
- 2020,2023: mistryně Asie v ledolezení (dosud všecha 4 vítězství)

### Závodní výsledky
Ledolezení
| Mistrovství světa v ledolezení | Mistrovství světa v ledolezení | Mistrovství světa v ledolezení | Mistrovství světa v ledolezení | Mistrovství světa v ledolezení |
| Rok                            | 2011                           | 2013                           | 2015                           | 2017                           |
| ------------------------------ | ------------------------------ | ------------------------------ | ------------------------------ | ------------------------------ |
| Obtížnost                      | 2                              | 3                              | 1                              | 1                              |

| Světový pohár v ledolezení | Světový pohár v ledolezení | Světový pohár v ledolezení | Světový pohár v ledolezení | Světový pohár v ledolezení | Světový pohár v ledolezení | Světový pohár v ledolezení | Světový pohár v ledolezení | Světový pohár v ledolezení | Světový pohár v ledolezení | Světový pohár v ledolezení | Světový pohár v ledolezení |
| Rok                        | 2011                       | 2012                       | 2013                       | 2014                       | 2015                       | 2016                       | 2017                       | 2018                       | 2019                       | 2020                       | 2023                       |
| -------------------------- | -------------------------- | -------------------------- | -------------------------- | -------------------------- | -------------------------- | -------------------------- | -------------------------- | -------------------------- | -------------------------- | -------------------------- | -------------------------- |
| Obtížnost                  | 3                          | 5                          | 3                          | 3                          | 4-5                        | 4                          | 4                          | 1                          | 2                          | 2                          | 3                          |
| jednotlivě* (9/18/4)       | ,9, · ,4                   | 5,6, · ,,7                 | ,8, · ,4,                  | , · ,8,7                   | ,12,18, · ,7,              | 8,, · 5,6                  | , · 16,23,                 | , · ,                      | ,14,, · ,                  | ,                          | ,,15                       |

* poznámka: napravo jsou poslední závody v roce
| Mistrovství Asie v ledolezení | Mistrovství Asie v ledolezení | Mistrovství Asie v ledolezení | Mistrovství Asie v ledolezení | Mistrovství Asie v ledolezení |
| Rok                           | 2016                          | 2018                          | 2020                          | 2023                          |
| ----------------------------- | ----------------------------- | ----------------------------- | ----------------------------- | ----------------------------- |
| Obtížnost                     | 1                             | 1                             | 1                             | 1                             |

Sportovní lezení
| Mistrovství Asie ve sportovním lezení | Mistrovství Asie ve sportovním lezení |
| Rok                                   | 2010                                  |
| ------------------------------------- | ------------------------------------- |
| Obtížnost                             | 3                                     |
| Bouldering                            | 3                                     |